# Wereldkampioenschappen skeleton 2011
De wereldkampioenschappen skeleton 2011 werden gehouden van 20 tot en met 26 februari 2011 in het Duitse Königssee. Net als twee jaar geleden stonden er drie onderdelen op het programma. Tegelijkertijd werden ook de wereldkampioenschappen bobsleeën afgewerkt.

## Wedstrijdschema
Alle aangegeven tijdstippen zijn Midden-Europese Tijd en geeft het tijdstip aan waarop de eerste run op die dag van het desbetreffende onderdeel start.
| Discipline        | 20 februari       | 24 februari        | 25 februari        | 26 februari        |
| ----------------- | ----------------- | ------------------ | ------------------ | ------------------ |
| Mannen            |                   | run 1 en 2 (10.30) | run 3 en 4 (09.00) |                    |
| Vrouwen           |                   |                    | run 1 en 2 (12.30) | run 3 en 4 (15.30) |
| Landenwedstrijd * | Alle runs (14:30) |                    |                    |                    |

* In de landenwedstrijd werden per team twee (2-mans)bobslee- en twee skeleton-runs gedaald. Op dit kampioenschap achtereenvolgens mannen skeleton, vrouwen bob, vrouwen skeleton en mannen bob.

## Medailles
| Onderdeel       | Goud                                                                                               | Goud | Zilver                                                                           | Zilver | Brons                                                                                          | Brons |
| --------------- | -------------------------------------------------------------------------------------------------- | ---- | -------------------------------------------------------------------------------- | ------ | ---------------------------------------------------------------------------------------------- | ----- |
| Mannen          | Martins Dukurs                                                                                     | LAT  | Aleksandr Tretjakov                                                              | RUS    | Frank Rommel                                                                                   | GER   |
| Vrouwen         | Marion Thees                                                                                       | GER  | Anja Huber                                                                       | GER    | Mellisa Hollingsworth                                                                          | CAN   |
| Landenwedstrijd | Michi Halilović Sandra Kiriasis Stephanie Schneider Marion Thees Francesco Friedrich Florian Becke | GER  | Frank Rommel Cathleen Martini Kristin Steinert Anja Huber Karl Angerer Alex Mann | GER    | Jon Montgomery Kaillie Humphries Heather Moyse Mellisa Hollingsworth Lyndon Rush Cody Sorensen | CAN   |

### Medailleklassement
| Plaats | Land      | Goud | Zilver | Brons | Totaal |
| 1      | Duitsland | 2    | 2      | 1     | 5      |
| 2      | Letland   | 1    | 0      | 0     | 1      |
| 3      | Rusland   | 0    | 1      | 0     | 1      |
| 4      | Canada    | 0    | 0      | 2     | 2      |
| Totaal | Totaal    | 3    | 3      | 3     | 9      |

## Uitslagen
| #      | Land   | Naam                    | Tijd    |
| 4 runs | 4 runs | 4 runs                  | 4 runs  |
| ------ | ------ | ----------------------- | ------- |
| Goud   | LAT    | Martins Dukurs          | 3.23,70 |
| Zilver | RUS    | Aleksandr Tretjakov     | + 1,74  |
| Brons  | GER    | Frank Rommel            | + 1,98  |
| 04     | GER    | Sandro Stielicke        | + 2,28  |
| 05     | GER    | Mirsad Halilovic        | + 2,29  |
| 05     | GBR    | Kristan Bromley         | + 2,58  |
| 07     | GER    | Matthew Antoine         | + 3,07  |
| 08     | GER    | Alexander Kroeckel      | + 3,45  |
| 09     | LAT    | Tomass Dukurs           | + 3,52  |
| 10     | RUS    | Sergej Tsjoedinov       | + 3,83  |
| 11     | CAN    | Jon Montgomery          | + 3,96  |
| 12     | NZL    | Ben Sandford            | + 4,28  |
| 13     | CAN    | Michael Douglas         | + 4,37  |
| 14     | GBR    | Chris Type              | + 4,46  |
| 15     | CAN    | John Fairbairn          | + 4,72  |
| 16     | GBR    | Andy Wood               | + 5,23  |
| 17     | USA    | John Daly               | + 5,70  |
| 18     | SLO    | Anže Šetina             | + 5,90  |
| 19     | JPN    | Hiroatsu Takahashi      | + 6,24  |
| 20     | SUI    | Pascal Oswald           | + 6,25  |
| 3 runs |        |                         |         |
| 21     | SUI    | Lukas Kummer            |         |
| 22     | AUT    | Matthias Guggenberger   |         |
| 23     | AUS    | John Farrow             |         |
| 24     | ITA    | Maurizio Oioli          |         |
| 25     | USA    | Kyle Tress              |         |
| 26     | ESP    | Ander Mirambell         |         |
| 27     | JPN    | Yūki Sasahara           |         |
| 28     | ITA    | Giovanni Mulassano      |         |
| 29     | CZE    | Jakub Holoubek          |         |
| 30     | BRA    | Emilio Souza Strapasson |         |
| 31     | ROU    | Dorin Dumitru Velicu    |         |
| 32     | SVK    | Matus Skolnik           |         |
| 33     | ISR    | Bradley Chalupski       |         |
| 34     | RSA    | Lee Webster             |         |

| #      | Land   | Naam                  | Tijd    |
| 4 runs | 4 runs | 4 runs                | 4 runs  |
| ------ | ------ | --------------------- | ------- |
| Goud   | GER    | Marion Thees          | 3.28,51 |
| Zilver | GER    | Anja Huber            | + 0,88  |
| Brons  | CAN    | Mellisa Hollingsworth | + 1,23  |
| 04     | GBR    | Shelley Rudman        | + 1,54  |
| 05     | RUS    | Olga Potylitsina      | + 2,19  |
| 06     | GER    | Katharina Heinz       | + 2,36  |
| 07     | CAN    | Amy Gough             | + 2,48  |
| 08     | CAN    | Darla Deschamps       | + 2,70  |
| 09     | USA    | Katie Uhlaender       | + 3,00  |
| 10     | RUS    | Jelena Judina         | + 3,14  |
| 11     | CAN    | Robynne Thompson      | + 4,63  |
| 12     | AUS    | Emma Lincoln-Smith    | + 4,72  |
| 13     | GBR    | Donna Creighton       | + 4,78  |
| 14     | NZL    | Katharine Eustace     | + 4,89  |
| 15     | AUS    | Lucy Chaffer          | + 5,49  |
| 16     | USA    | Kimber Gabryszak      | + 5,66  |
| 17     | NED    | Joska Le Conté        | + 5,88  |
| 18     | JPN    | Nozomi Komuro         | + 5,89  |
| 19     | AUS    | Janine Flock          | + 6,52  |
| 20     | SUI    | Jessica Kilian        | + 7,23  |
| 3 runs |        |                       |         |
| 21     | CZE    | Michaela Gläßer       |         |
| 22     | RUS    | Maria Orlova          |         |
| 23     | USA    | Anne O'Shea           |         |
| 24     | AUT    | Barbara Hosch         |         |
| 25     | ROU    | Delia Andreea Ivas    |         |
| 26     | ROU    | Maria Marinela Mazilu |         |

### Landenwedstrijd
| #      | Land   | Naam | Tijd    |
| 4 runs | 4 runs | 4 runs | 4 runs  |
| ------ | ------ | --- | ------- |
| Goud   | GER II | Mirsad Halilovic Sandra Kiriasis & Stephanie Schneider Marion Thees Francesco Friedrich & Florian Becke       | 3.26,09 |
| Zilver | GER I  | Frank Rommel Cathleen Martini & Kristin Steinert Anja Huber Karl Angerer & Alexander Mann                     | + 0,06  |
| Brons  | CAN I  | Jon Montgomery Kaillie Humphries & Heather Moyse Mellisa Hollingsworth Lyndon Rush & Cody Sorensen            | + 0,87  |
| 04     | GBR    | Kristan Bromley Paula Walker & Rebekah Wilson Shelley Rudman John James Jackson & Bruce Tasker                | + 1,65  |
| 05     | RUS I  | Sergej Tsjoedinov Olga Fjodorova & Julia Timofejewa Olga Potylitsina Alexander Subkow & Alexei Wojevoda       | + 1,97  |
| 06     | RUS II | Aleksandr Tretjakov Anastasia Skulkina & Margarita Ismailova Jelena Judina Aleksandr Kasjanov & Maxim Belugin | + 2,15  |
| 07     | CAN II | Michael Douglas Helen Upperton & Shelly-Ann Brown Amy Gough Chris Spring & Derek Plug                         | + 2,87  |
| 08     | USA II | John Daly Elana Meyers & Kristi Koplin Anne O’Shea John Napier & Jesse Beckom                                 | + 3,26  |
| 09     | USA I  | Matthew Antoine Bree Schaaf Boyer & Emily Azevedo Katie Uhlaender Steven Holcomb & Curtis Tomasevicz          | + 3,44  |
| 10     | SUI    | Pascal Oswald Sabina Hafner & Michelle Huwiler Jessica Kilian Gregor Baumann & Jürg Egger                     | + 3,80  |